# The Black Crowes
The Black Crowes je ameriška blues rock skupina, ki sta jo leta 1989 ustanovila brata Chris in Rich Robinson. 

## Diskografija
- Shake Your Money Maker (1990)
- The Southern Harmony and Musical Companion (1992)
- Amorica (1994)
- Three Snakes and One Charm (1996)
- By Your Side (1999)
- Lions (2001)
- Warpaint (2008)
- Before the Frost...Until the Freeze (2009)
- Croweology (2010)